# LUX 024
LUX 024 fue un evento de artes marciales mixtas producido por LUX Fight League, que se llevó a cabo el 15 de julio de 2022 en la Arena Monkeys de Tijuana, Baja California, México.

## Antecedentes
LUX 024 marcó la primera visita de la promoción a la ciudad fronteriza Tijuana.
El evento estelar contó con una pelea de peso mosca entre Ronaldo Rodríguez y Víctor Moreno.
La pelea coestelar contó con un combate de peso gallo entre Luis «Pantera» Guerrero y Andrés «Doble A» Leal.